# Tom Baxter (cầu thủ bóng đá, sinh 1893)
Thomas James C. Baxter (sinh năm 1893) là một cầu thủ bóng đá người Anh của thập niên 1920. Sinh ra ở Wandsworth, ông gia nhập Gillingham từ Chelsea năm 1920 và tiếp tục có 19 trận cho câu lạc bộ ở Football League.